# Františka Kopalová

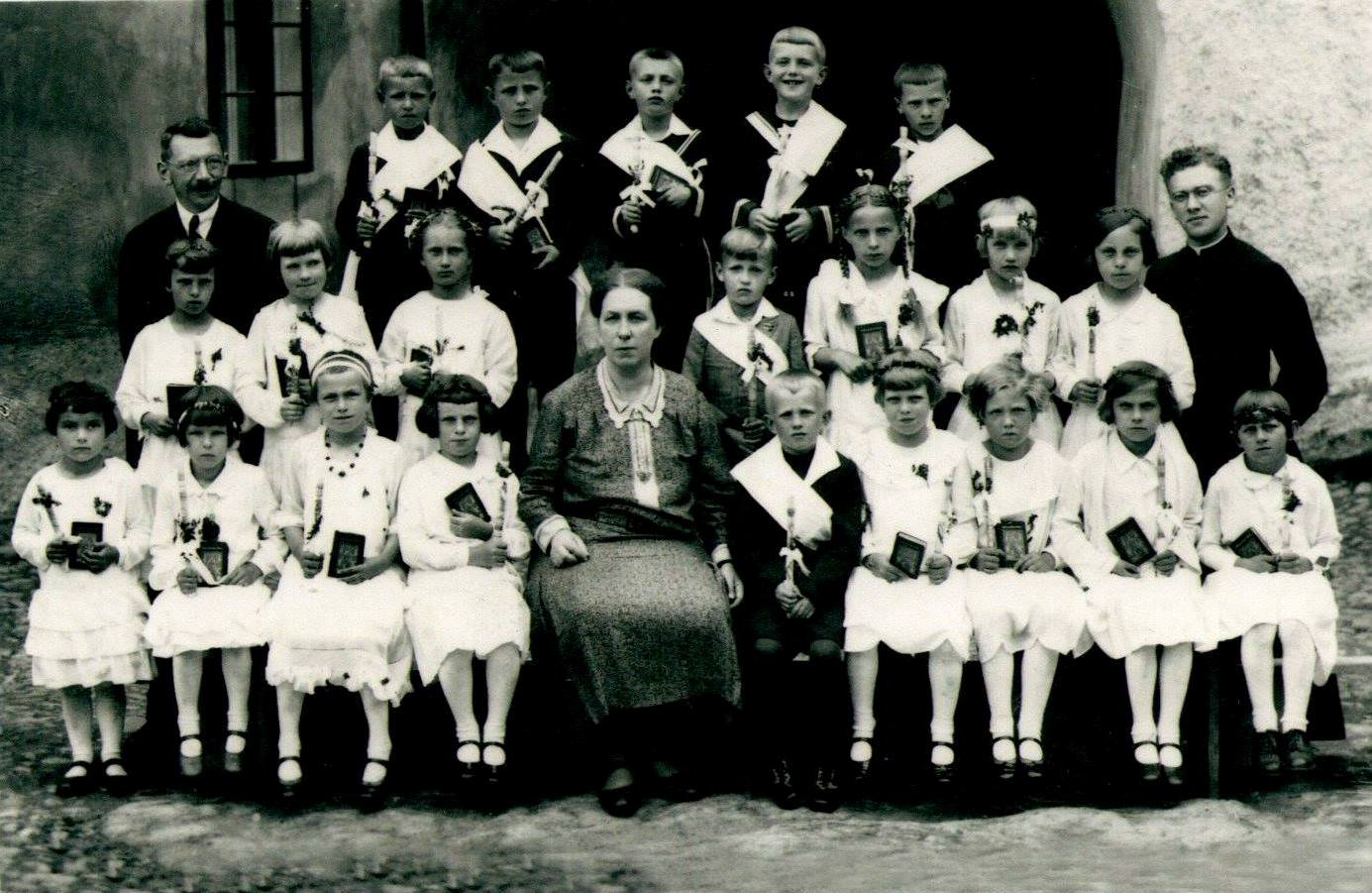
Františka Kopalová (sedící uprostřed)

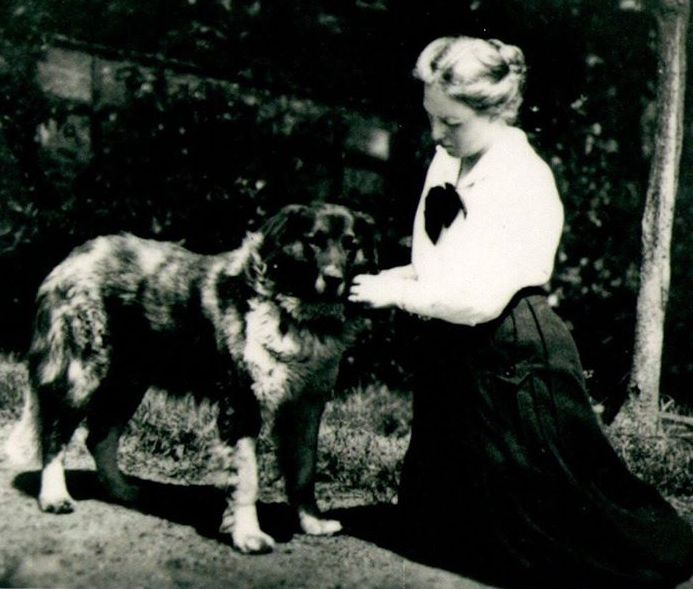
Františka Kopalová na historické fotografii

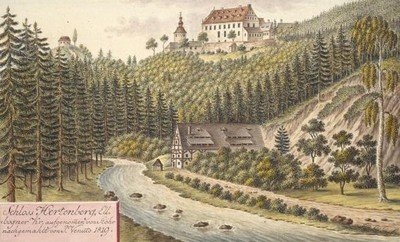
Zámek Hartenberg (Johann Venuto 1819)

Františka Kopalová (německy Franziska von Kopal, 14. srpna 1883 Hartenberg – 24. července 1963 Mnichov) byla česká šlechtična, filantropka a poslední šlechtická majitelka panství Hřebeny a Josefov. Byla příslušnicí rodu Kopalů, vnučkou Karla von Kopala, dcerou Viktora Kopala a Marie Kopalové. Její dědičný šlechtický titul (v zemích, kde nebylo jejich užívání zákonem zrušeno či zakázáno) byl baronka.

## Panství Hřebeny
Sňatkem Viktora Kopala s Marií, rozenou Henn von Henneberg-Spiegel, se panství Hřebeny dostalo do vlastnictví rodu Kopalů. V roce 1913 Františka po své matce panství zdědila (zahrnovalo mimo jiného Hrzín, Krajkovou, Lesnou, Lomničku, Liboc, Nový Dvůr). Věnovala velkou pozornost údržbě zámeckého areálu, roku 1925 nechala provést výměnu střešní krytiny. Před koncem druhé světové války vlastnila téměř 4000 hektarů půdy, 2663 hektarů lesů a kromě zámku desítky dalších domů a budov včetně pivovaru. Zámecký pivovar měl ve 30. letech vlastní elektrárnu a na svou dobu moderní lednici, ročně zde bylo vyráběno přibližně 5000 hektolitrů piva. Výnosné bylo i zámecké zahradnictví.
Zámek Hartenberg byl přepychově zařízen (obrazy starých vlámských mistrů, staré zbraně, výjimečná knihovna obsahující 333 svazků zednářské literatury, čínský porcelán z 13. století, cenný nábytek, sochy, sbírka minerálů atd.). Za druhé světové války zámek obsadili proti její vůli velitelé SS z ženského koncentračního tábora ve Svatavě a Františce byly v zámku přiděleny dvě místnosti. Ves Hřebeny osvobozovala americká armáda. Po příjezdu americké armády na hrad 8. května 1945 byla Františka převezena do Sokolova, po týdenním zajištění pobývala na faře v Krajkové a poté byla zařazena do odsunu do Německa, stejně jako většina místních obyvatel. I přes mnohá dobrozdání od lidí ji úřady považovaly za kolaborantku.

## Panství Josefov
Ves Josefov byla založena v roce 1833, její historie je úzce spjata s rodovým hradem Hartenberg. Františka Kopalová byla poslední šlechtickou majitelkou vlastnící velkostatek do roku 1945.

## Charitativní činnost
Byla lidmi velmi milovaná. Její smysl pro spravedlnost, charitu a pomoc bližnímu získal věhlas v širokém kraji. Vyvíjela rozsáhlou charitativní činnost.

### Tábory pro děti chudých a nezaměstnaných
V období 30. let postihla Sokolovsko vlivem hospodářské krize vysoká nezaměstnanost. Františka založila ve starém dvoře lesníka prázdninový domov pro děti nezaměstnaných. Zde pořádala dětské tábory pro děti z chudých rodin. V roce 1935 se účastnilo 180 dětí, v roce 1936 pak 320 dětí a v roce 1937 již 398 dětí převážně ze Sokolovska. V následujících letech se zde zrekreovalo celkem téměř 1000 dětí. Děti, které šly poprvé ke svatému přijímání, hostila na zámku a dovolovala jim hrát si v zámecké zahradě. Měla ráda také psy a koně.

### Tříkrálová setkání
Pořádala také mezi lidmi oblíbené tříkrálové průvody na hrad, jichž se účastnilo množství lidí a tento svátek byl pro místní region vždy velkou událostí. Tradice trvala již od dob Auerspergů a Kopalové v ní pokračovali. Účastníci se sešli na nádvoří, poté se šlo do kaple (která byla zasvěcena Třem králům), kde proběhlo zapalování svíček s přáními. Po bohoslužbě v kapli poutníky hostila domácími koláči a místním pivem nebo svařeným vínem. Tradice tříkrálových průvodů byla na Hartenbergu obnovena v roce 2008.

### Patronáty
Byla patronkou kostela svatého Petra a Pavla v Krajkové a fary v Liboci.

### Další aktivity a ocenění
Byla prezidentkou katolického ženského spolku v západních Čechách, zamýšlela na zámku Hartenberg zřídit benediktinský klášter.
V létě 1939 se díky jejímu finančnímu daru navrátily na Kopalův památník ve Znojmě staré bronzové atributy polních myslivců uložené do té doby v muzeu.
Pro svou zbožnost a za svou charitativní práci získala řád od papeže.

## Františka Kopalová v historické paměti
| „                            | ...a strašně si chválili tu, co tu byla zámecká paní – tu ...Františka Kopalová. Takže že prej byla strašně hodná na ně, to říká i pan Roedig, i Eicheberglovi to říkali a v Josefově ty starý, co tady vyrůstali, ty naše ročníky, jo. Tak ona říkala, že strašně pomáhala, když byly chudší rodiny – ona nemohla mít děti prej, nemohla mít děti a dělala pro děti furt takový, když končil rok školní, takový hostiny – něco tam jako v tý hospodě tady. Nebo na zámku něco dělala. To vyprávějí oni, to my už nevíme, ale oni to vzpomínají v dobrém, jako že hodně dělala pro ně. Nebo na pouť se šlo pěšky – to dřív nebyly auta, tak se šlo pěšky a tady je pod náma velikánská lípa a tam byl stůl, lavičky a tam vždycky dostali občerstvení, posezení a pak se šlo zase dál. Takže to moc bylo hezký, vzpomínají. No, a nechali to zpustnout, no – taková škoda. | “ |
| — Obyvatelky vesnice Hřebeny | |   |

## Osobní život
Byla silně duchovně založena, zůstala neprovdána a neměla děti. Po válce žila v Mnichově, kde v roce 1963 zemřela a je zde i pohřbena.